# Bridgewater (Massachusetts)
Bridgewater é uma vila localizada no condado de Plymouth no estado estadounidense de Massachusetts. No Censo de 2010 tinha uma população de 26.563 habitantes e uma densidade populacional de 360,99 pessoas por km².

## Geografia
Bridgewater encontra-se localizado nas coordenadas 41° 58′ 21″ N, 70° 58′ 44″ O. Segundo o Departamento do Censo dos Estados Unidos, Bridgewater tem uma superfície total de 73.58 km², da qual 70.75 km² correspondem a terra firme e (3.85%) 2.84 km² é água.

## Demografia
Segundo o censo de 2010, tinha 26.563 pessoas residindo em Bridgewater. A densidade populacional era de 360,99 hab./km². Dos 26.563 habitantes, Bridgewater estava composto pelo 90.96% brancos, o 4.86% eram afroamericanos, o 0.23% eram amerindios, o 1.23% eram asiáticos, o 0% eram insulares do Pacífico, o 1.11% eram de outras raças e o 1.6% pertenciam a duas ou mais raças. Do total da população o 3.15% eram hispanos ou latinos de qualquer raça.